# Meghan Patrick
Meghan Patrick (Ontario, 25 marzo 1987) è una cantautrice canadese.

## Biografia
Meghan Patrick ha iniziato a ricevere popolarità come membro del gruppo Stone Sparrows; insieme hanno pubblicato un EP e un album, prima di sciogliersi amichevolmente nel 2013.
Ha in seguito firmato un contratto discografico con la Warner Music Canada. Nel 2016 è stato pubblicato il suo primo disco Grace & Grit, che si è piazzato in 26ª posizione nella Billboard Canadian Albums. Il secondo album, intitolato Country Music Made Me Do It, è uscito due anni più tardi ed ha debuttato alla 31ª posizione della medesima classifica.
Nel corso della sua carriera la cantante ha piazzato nove canzoni nella classifica canadese dedicata al genere country, di cui una in prima posizione. Ha vinto tre premi ai CCMA Awards, tredici ai CMAO Awards e un Juno Award.

## Vita privata
Nell'ottobre 2022 ha sposato il cantante Mitchell Tenpenny, con cui aveva una relazione da vari anni.

## Discografia

### Album in studio
- 2016 – Grace & Grit
- 2018 - Country Music Made Me Do It

### EP
- 2019 - Wild as Me

### Singoli
- 2016 – Bow Chicka Wow Wow
- 2016 – Grace & Grit
- 2016 – Still Loving You (feat. Joe Nichols)
- 2017 – Be Country with Me
- 2017 – Country Music Made Me Do It
- 2018 – The Bad Guy
- 2018 – Walls Come Down
- 2019 – Wild as Me
- 2020 – Things I Shouldn't Say
- 2020 – Girls like Me
- 2020 – My First Car
- 2021 – Never Giving Up on You